# L'Île-Cadieux
L'Île-Cadieux é uma cidade localizada na província de Quebec no Canadá.